# GE Appliances
GE Appliances er en amerikansk producent af hvidevarer, husholdningselektronik og vandvarmere. I 2016 solgte General Electric virksomheden til kinesiske Haier. GE Appliances har mærker som GE, GE Profile, Café, Monogram, Haier og Hotpoint (i Amerika).
I forbindelse med at Haier overtog virksomheden, så fik de en aftale om at kunne benytte mærket GE indtil 2056. Generel Electric begyndte en produktion af opvarmning og madlavningsprodukter i 1907.